# Traduction radicale (Quine)
 (mai 2023).
La mise en forme du texte ne suit pas les recommandations de Wikipédia : il faut le « wikifier ».
Les points d'amélioration suivants sont les cas les plus fréquents. Le détail des points à revoir est peut-être précisé sur la page de discussion.
- Les titres sont pré-formatés par le logiciel. Ils ne sont ni en capitales, ni en gras.
- Le texte ne doit pas être écrit en capitales (les noms de famille non plus), ni en gras, ni en italique, ni en « petit »…
- Le gras n'est utilisé que pour surligner le titre de l'article dans l'introduction, une seule fois.
- L'italique est rarement utilisé : mots en langue étrangère, titres d'œuvres, noms de bateaux, etc.
- Les citations ne sont pas en italique mais en corps de texte normal. Elles sont entourées par des guillemets français : « et ».
- Les listes à puces sont à éviter, des paragraphes rédigés étant largement préférés. Les tableaux sont à réserver à la présentation de données structurées (résultats, etc.).
- Les appels de note de bas de page (petits chiffres en exposant, introduits par l'outil «  Source ») sont à placer entre la fin de phrase et le point final[comme ça].
- Les liens internes (vers d'autres articles de Wikipédia) sont à choisir avec parcimonie. Créez des liens vers des articles approfondissant le sujet. Les termes génériques sans rapport avec le sujet sont à éviter, ainsi que les répétitions de liens vers un même terme.
- Les liens externes sont à placer uniquement dans une section « Liens externes », à la fin de l'article. Ces liens sont à choisir avec parcimonie suivant les règles définies. Si un lien sert de source à l'article, son insertion dans le texte est à faire par les notes de bas de page.
- La présentation des références doit suivre les conventions bibliographiques. Il est recommandé d'utiliser les modèles {{Ouvrage}}, {{Chapitre}}, {{Article}}, {{Lien web}} et/ou {{Bibliographie}}. Le mode d'édition visuel peut mettre en forme automatiquement les références.
- Insérer une infobox (cadre d'informations à droite) n'est pas obligatoire pour parachever la mise en page.

Pour une aide détaillée, merci de consulter Aide:Wikification.
Si vous pensez que ces points ont été résolus, vous pouvez retirer ce bandeau et améliorer la mise en forme d'un autre article.
 (mai 2023).
La "traduction radicale" est une expérience de pensée présentée dans Le Mot et la Chose par le philosophe américain Willard Van Orman Quine. Elle est utilisée comme introduction à sa théorie de l'indétermination de la traduction, et spécifiquement pour apporter une solution au problème de l'impénétrabilité de la référence.
Quine décrit l'expérience suivante : Un linguiste découvre une communauté linguistique avec une langue naturelle dont le système est complètement étranger à toute langue familière au linguiste. Le linguiste entreprend alors plusieurs démarches pour tenter de traduire intégralement cette langue inconnue sur la base des seules données qu'il a en sa disposition : les événements qui se déroulent autour du linguiste et les comportements verbaux et non verbaux des locuteurs natifs.

## La traduction directe
Dans un premier temps, le linguiste utilisera la traduction directe pour des phrases d'occasion (occasion sentences). Puisqu'il entend régulièrement les locuteurs natifs dire « Gavagai » chaque fois qu'il voit des lapins, il soupçonne qu'une phrase constituée uniquement du terme « Lapin » est la traduction correcte de « Gavagai ». Il entame alors un processus d'interrogation et de pointage qui ne s'achèvera que jusqu'à ce qu'il soit raisonnablement certain que le locuteur étranger approuve « Gavagai » s'il voit le stimulus lapin. Ce stimulus est le sens affirmatif du stimulus de « Gavagai », et le linguiste peut en conclure qu'il s'agit d'une traduction correcte.

### Informations collatérales
La traduction des phrases d'occasion peut être complexifiée si on ajoute une « information collatérale ». Admettons qu'un locuteur natif, connaissant parfaitement l'environnement local, puisse approuver « Gavagai » sans même voir de lapin, qu'il soit suffisamment satisfait pour approuver l'énoncé « Gavagai » lorsqu'il repère une mouche-lapin qui ne vole qu'autour des lapins. Le linguiste, lui, n'a pas une telle expertise et se demandera pourquoi son hypothèse semble erronée. Par ailleurs, l'information collatérale peut également créer une différence de signification du stimulus entre les membres d'une même communauté linguistique. Pour résoudre ce problème, le linguiste déterminera la synonymie des stimuli intrasubjectifs pour apparier des phrases d'occasion non observationnelles telles que « Bachelor » et « Unmarried man ». Bien qu'ils puissent différer dans la signification du stimulus entre les différents locuteurs, ce sont des stimuli synonymes pour l'ensemble de la communauté linguistique.

### Analycité du stimulus
Il est également possible pour le linguiste de déterminer les phrases stimulo-analytiques auxquelles le locuteur acquiescera pour tout stimulus donné. Quant aux phrases socio-analytiques, ce sont des phrases qui sont stimulo-analytiques pour l'ensemble d'une communauté linguistique.

## Mots et grammaire
Pour le moment, le linguiste s'est contenté d'esquisser la création d'un manuel de traduction. Néanmoins, il ne sait pas encore si le terme « Gavagai » est synonyme du terme « Lapin », dans la mesure où il est possible de le traduire également par « Deuxième étape du lapin », « Partie non-détachée du lapin », « Ensemble spatialement distribué de tous les lapins », ou encore « Communauté des lapins ». Pour interroger ces différents sens, le linguiste doit désormais traduire les mots et les particules logiques.
En commençant par la tâche la plus facile - traduire les connecteurs logiques -, le linguiste formule des questions où :
1. il met en lien des connecteurs logiques avec des phrases d'occasion ;
2. il propose une traduction aux locuteurs natifs ;
3. il note sur plusieurs étapes l'acquiescement ou le refus que les locuteurs natifs donnent ou opposent à ces questions.

### Impénétrabilité de la référence
Comme il apparait impossible de déterminer une traduction correcte et unique du terme « Gavagai » à cause des limites intrinsèques de la traduction, le linguiste peut prendre n'importe quelle possibilité de traduction et la faire correspondre à la signification d'un stimulus par l'adaptation des connecteurs logiques. Cela signifie qu'il n'y a pas une réalité de fait (matter of fact) à laquelle le mot réfère. 

## Les hypothèses analytiques (analytical hypotheses)
Jusqu'à présent le linguiste a été capable de plusieurs choses :
(1) traduire des phrases observationnelles (observational sentences) ;
(2) traduire des fonctions de vérité (truth functions) ;
(3) reconnaître les phrases stimulo-analytiques ;
(4) reconnaître les phrases stimulo-synonynimiques intrasubjective (intrasubjective stimulus synonymous sentences).
Pour aller au-delà des limites de la traduction pour atteindre la signification du stimulus, il doit utiliser des hypothèses analytiques en mettant en équation des parties des phrases du locuteur natif avec des parties des phrases du langage propre au linguiste. Ce faisant, le linguiste peut désormais former de nouvelles phrases et peut créer, par une méthode essai-erreur utilisant ces phrases, un manuel de traduction cette fois-ci complet.

## Indéterminabilité de la traduction
L'ensemble des hypothèses analytiques ne peuvent pas être évaluées comme vraies ou fausses, étant donné qu'elles sont des prédictions qui ne peuvent qu'être jugées à l'intérieur de leur propre système. Par conséquent, toute traduction est fondamentalement non-déterminée (et pas seulement sous-déterminée). Cette indétermination n'est pas absence de signification, dans la mesure où il est possible de construire deux traductions séparées également correctes quoiqu'incompatibles à cause de leurs valeurs de vérité opposées. Une bonne traduction est possible, mais une traduction objectivement vraie en termes exacts est impossible.